# Leonel Corro
Leonel Corro, vollständiger Name Alexander Leonel Corro, (* 27. Januar 1988 in Buenos Aires) ist ein argentinischer Fußballspieler.

## Karriere
Der 1,83 Meter große Mittelfeld- bzw. Offensivakteur Corro stand zu Beginn seiner Karriere von der Clausura 2008 bis in die Clausura 2009 im Kader des Erstligisten Arsenal de Sarandí. Lediglich einmal (kein Tor) lief er in diesem Zeitraum in der Primera División auf. Es folgte eine Station in der Saison 2009/10 in der Nacional B bei Deportivo Merlo. 2010 spielte er in Kolumbien für AD Unión Magdalena. In den Jahren 2011 und 2012 stand er in Chile bei CD Cobreloa unter Vertrag und absolvierte neun Partien (kein Tor) in der Primera División. Dem schloss sich in der Spielzeit 2012/13 ein Engagement ohne Ligaeinsatz bei CA Sarmiento in der Primera B Nacional an. 2013 spielte er für den kolumbianischen Klub Deportes Quindío achtmal in der Primera A und dreimal in der Copa Colombia. Ein Tor erzielte er dabei nicht. Zur Apertura 2014 schloss er sich dem uruguayischen Verein El Tanque Sisley an. In der Spielzeit 2014/15 wurde er zweimal (kein Tor) in der Primera División eingesetzt. Anfang Juli 2016 schloss er sich dem argentinischen Verein Club Deportivo Libertad an, für den er bislang (Stand: 10. September 2016) eine Partie (kein Tor) im Torneo Argentino A absolvierte.